# Сеньковское
Сеньковское (укр. Сеньківське) — село в Белоберёзской сельской общине Верховинского района Ивано-Франковской области Украины.
Население по переписи 2001 года составляло 37 человек. Занимает площадь 1 км². Почтовый индекс — 78731. Телефонный код — 03432.